# 花表町
花表町（はなおもてちょう）は、愛知県名古屋市熱田区の地名。丁番を持たない単独町名である。住居表示実施。

## 地理
名古屋市熱田区南東部に位置する。東は瑞穂区、西は三本松町、南は瑞穂区、北は三本松町に接する。

## 歴史

### 町名の由来
熱田東町の小字名「花表先（とりいさき）」による。江戸時代には「華表崎」と書いて「とりいさき」と読み、明治時代に表記が「華表先」に転じたとされる。華表は鳥居を指す語であり、熱田神宮東門の大鳥居前を示す地名であるという。

### 行政区画の変遷
- 1939年（昭和14年）4月1日 - 熱田区熱田東町の一部により、同区花表町として成立[1]。
- 1958年（昭和33年）1月16日 - 一部が瑞穂区に編入され、同区花表町となる[1]。
- 1970年（昭和45年）10月21日 - 瑞穂区花表町の一部が牛巻町に編入される[4]。
- 1978年（昭和53年）6月25日 - 熱田東町・三本松町の各一部を編入する[1]。
- 1987年（昭和62年）11月24日 - 瑞穂区花表町が新開町・桃園町に編入され消滅[5]。

### 年表
- 1944年（昭和19年）3月 - 中部配電熱田発電所が廃止される[6]。

## 世帯数と人口
2018年（平成30年）12月1日現在の世帯数と人口は以下の通りである。
| 町丁   | 世帯数  | 人口    |
| ------ | ------- | ------- |
| 花表町 | 553世帯 | 1,122人 |

### 人口の変遷
国勢調査による人口の推移
| 2000年（平成12年） | 950人   | [ WEB 6 ] |  |
| 2005年（平成17年） | 1,003人 | [ WEB 7 ] |  |
| 2010年（平成22年） | 992人   | [ WEB 8 ] |  |
| 2015年（平成27年） | 1,218人 | [ WEB 9 ] |  |

## 学区
市立小・中学校に通う場合、学校等は以下の通りとなる。また、公立高等学校に通う場合の学区は以下の通りとなる。
| 番・番地等 | 小学校               | 中学校             | 高等学校 |
| ---------- | -------------------- | ------------------ | -------- |
| 全域       | 名古屋市立白鳥小学校 | 名古屋市立宮中学校 | 尾張学区 |

## 施設
- 熱田税務署[2]
- 花表公園[2]
- 花表団地[2]
- 東海工業専門学校熱田校
- 大同製鋼熱田工場

花表町3-18にかつて所在。1916年（大正5年）8月操業開始。

## その他

### 日本郵便
- 郵便番号 : 456-0033[WEB 3]（集配局：熱田郵便局[WEB 12]）。

### WEB
1. ↑  “愛知県名古屋市熱田区の町丁・字一覧”.   人口統計ラボ. 2017年10月7日閲覧。
2. 1 2  “町・丁目(大字)別、年齢(10歳階級)別公簿人口(全市・区別)”.   名古屋市 (2018年12月20日). 2019年1月6日閲覧。
3. 1 2  “郵便番号”.  日本郵便. 2019年1月6日閲覧。
4. ↑  “市外局番の一覧”.   総務省. 2019年1月6日閲覧。
5. ↑  名古屋市役所市民経済局地域振興部住民課町名表示係 (2015年10月21日). “熱田区の町名一覧”.   名古屋市. 2017年10月7日閲覧。
6. ↑  名古屋市役所総務局企画部統計課統計係 (2005年7月1日). “（刊行物）名古屋の町(大字)・丁目別人口 (平成12年国勢調査) 熱田区” (xls). 2017年10月8日閲覧。
7. ↑  名古屋市役所総務局企画部統計課統計係 (2007年6月29日). “平成17年国勢調査　名古屋の町(大字)別・年齢別人口 熱田区” (xls). 2017年10月8日閲覧。
8. ↑  名古屋市役所総務局企画部統計課統計係 (2012年6月29日). “平成22年国勢調査　名古屋の町(大字)別・年齢別人口 熱田区” (xls). 2017年10月8日閲覧。
9. ↑  名古屋市役所総務局企画部統計課統計係 (2017年7月7日). “平成27年国勢調査　名古屋の町(大字)別・年齢別人口” (xls). 2017年10月8日閲覧。
10. ↑  “市立小・中学校の通学区域一覧”.   名古屋市 (2018年11月10日). 2019年1月14日閲覧。
11. ↑  “平成29年度以降の愛知県公立高等学校（全日制課程）入学者選抜における通学区域並びに群及びグループ分け案について”.   愛知県教育委員会 (2015年2月16日). 2019年1月14日閲覧。
12. ↑  郵便番号簿 平成29年度版 - 日本郵便. 2019年01月06日閲覧 (PDF)

### 文献
1. 1 2 3 4  名古屋市計画局 1992, p. 810.
2. 1 2 3 4 5  「角川日本地名大辞典」編纂委員会 1989, p. 1446.
3. 1 2 3  名古屋市計画局 1992, p. 436.
4. ↑  名古屋市計画局 1992, p. 807.
5. ↑  名古屋市計画局 1992, p. 808.
6. ↑  中部電力電気事業史編纂委員会 1995, p. 331.
7. 1 2  名古屋南部史刊行会 1952, p. 586.